# Zootrophion williamsii
Zootrophion williamsii är en orkidéart som beskrevs av Carlyle August Luer. Zootrophion williamsii ingår i släktet Zootrophion och familjen orkidéer. Inga underarter finns listade i Catalogue of Life.